# Leonard J. South
Leonard J. South (auch Leonard G. South; * 17. Oktober 1913 auf Long Island im US-Bundesstaat New York; † 6. Januar 2006 in Northridge, Kalifornien) war ein US-amerikanischer Kameramann.

## Leben und Werk
Leonard J. South begann seine Filmkarriere in den 1930er Jahren als Kameraassistent und einfacher Kameramann bei Warner Bros. und setzte im darauffolgenden Jahrzehnt seine Tätigkeit in der Spezialeffekteabteilung fort. Während des Zweiten Weltkriegs war er als Angehöriger der Army Air Forces an der Herstellung von Ausbildungsfilmen beteiligt. 1951 wurde South Kameraassistent von Robert Burks in Alfred Hitchcocks Der Fremde im Zug. Über 25 Jahre war er bei einem Dutzend Hitchcock-Filme tätig. Bei Frenzy (1972) war er zusammen mit Gilbert Taylor und  schließlich in Hitchcocks letztem Film Familiengrab (1976) verantwortlicher Kameramann. Er war unter anderem für die berühmten Szenen in Der unsichtbare Dritte (Flugzeugszene) und Die Vögel (der Angriff der Vögel auf Tippi Hedren) verantwortlich. Weitere Filme waren Das Fenster zum Hof und Vertigo, in denen er als Kamera Operator im Team von Robert Burks engagiert war. Als Kamera Operator war er auch in Filmen wie Hondo, Hausboot und Cincinnati Kid tätig.
Als verantwortlicher Kameramann war er unter anderem bei Hängt ihn höher (1968), Der tolle Käfer in der Rallye Monte Carlo (1977) und der Fernsehserie Detektiv Rockford – Anruf genügt (1974) aktiv.
In der Academy of Motion Picture Arts and Sciences war South lange Jahre in führender Position und bei der American Society of Cinematographers 1989/90 deren Präsident. In seiner Freizeit war er passionierter Segler und nahm an mehreren internationalen Rennen teil. Sein Sohn Leonard South II ist ein Filmeditor.

## Filmografie (Auswahl)

### Kino
- 1953: El Khobar – Schrecken der Wüste (The Desert Song) (Kamera-Assistent)
- 1968: Hängt ihn höher (Hang 'Em High)
- 1972: Frenzy zusammen mit Kameramann Gilbert Taylor
- 1976: Familiengrab (Family Plot)
- 1977: Der tolle Käfer in der Rallye Monte Carlo (Herbie Goes to Monte Carlo)
- 1979: Eine ganz irre Truppe (The North Avenue Irregulars)
- 1981: Amy – Die Stunde der Wahrheit (Amy)

### Fernsehen
- 1975: Death Stalk (Fernsehfilm)